# Унгурень (Драгомірешть, Димбовіца)
Унгурень, Унгурені (рум. Ungureni) — село у повіті Димбовіца в Румунії. Входить до складу комуни Драгомірешть.
Село розташоване на відстані 73 км на північний захід від Бухареста, 7 км на південний захід від Тирговіште, 138 км на північний схід від Крайови, 88 км на південь від Брашова.

## Населення
За даними перепису населення 2002 року у селі проживали 1195 осіб. Рідною мовою 1194 особи (99,9%) назвали румунську.
Національний склад населення села:
| Національність | Кількість осіб | Відсоток |
| -------------- | -------------- | -------- |
| румуни         | 1093           | 91,5%    |
| цигани         | 101            | 8,5%     |